# Rio da Caixa
O rio da Caixa é um rio intermitente  que cruza o município de Rio do Pires, no sudoeste do estado da Bahia, no Brasil.